# Anxo Moure
Anxo Moure Mosquera (28 de diciembre de 1963, Chantada) es un escritor, cuentacuentos y ecopacifista español. Es conocido por sus actividades cómicas y educativas con niños, mientras enseña lo que le pasa al mundo al no cuidar de la naturaleza.

## Obras
Ha publicado 6 libros, todos estos originalmente en gallego.
- Os contos do vento verde
- O carballo con botas (2009)
- A xacia Luviñas (2013)
- O paraugas dameaugas (2014)
- Salgadiña: a estrela de Fisterra (2014)
- A música das árbores (2015)
- Caramulo e a carpinteira dos soños (2017)
- Plantarse (2010)